# Archipelag Bazaruto
Archipelag Bazaruto (port. Arquipélago de Bazaruto) – grupa sześciu wysp w Mozambiku, blisko lądowego miasta Vilankulo. Obejmuje wyspy: Bazaruto, Benguerra, Magaruque, Banque, Santa Carolina (znana także jako Paradise Island) i Shell.
Grupa należy do dystryktu Vilankulo prowincji Inhambane.
Wyspy zostały utworzone z piasku naniesionego przez rzekę Sabi, która od tej pory zmieniła swój bieg. Atrakcje turystyczne obejmują piaszczyste plaże, rafy koralowe, okazje do surfingu i wędkarstwo. Archipelag stał się parkiem narodowym w 1971.
Santa Carolina jest prawdziwą skalistą wyspą z głębokimi kanałami i ma zaledwie 3 km na 0,5 km wielkości. Posiada trzy piękne plaże z rafami koralowymi blisko brzegu.